# Service des avions français instrumentés pour la recherche en environnement

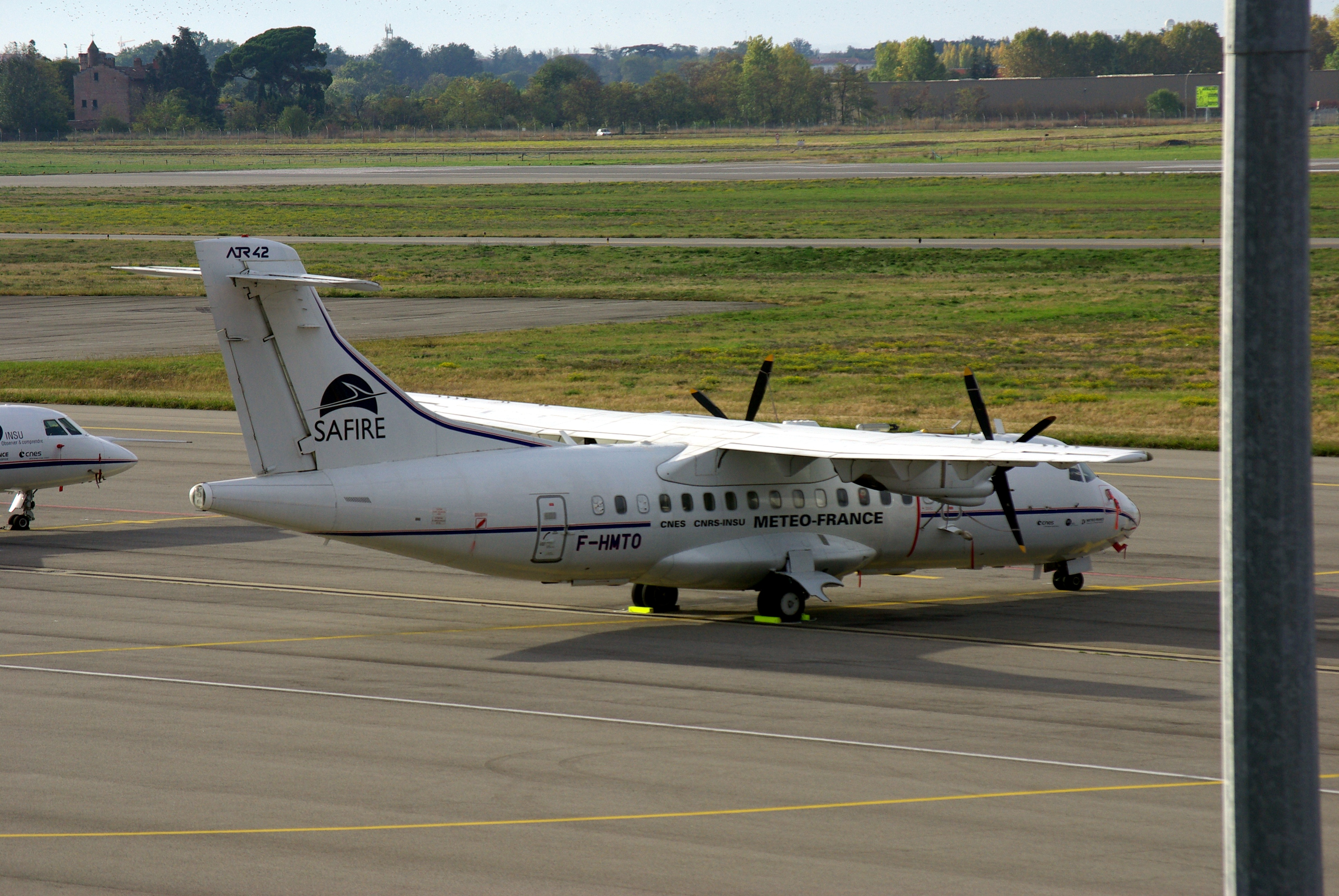
L'ATR 42 de SAFIRE à Toulouse lors du rassemblement ICARE 2010.

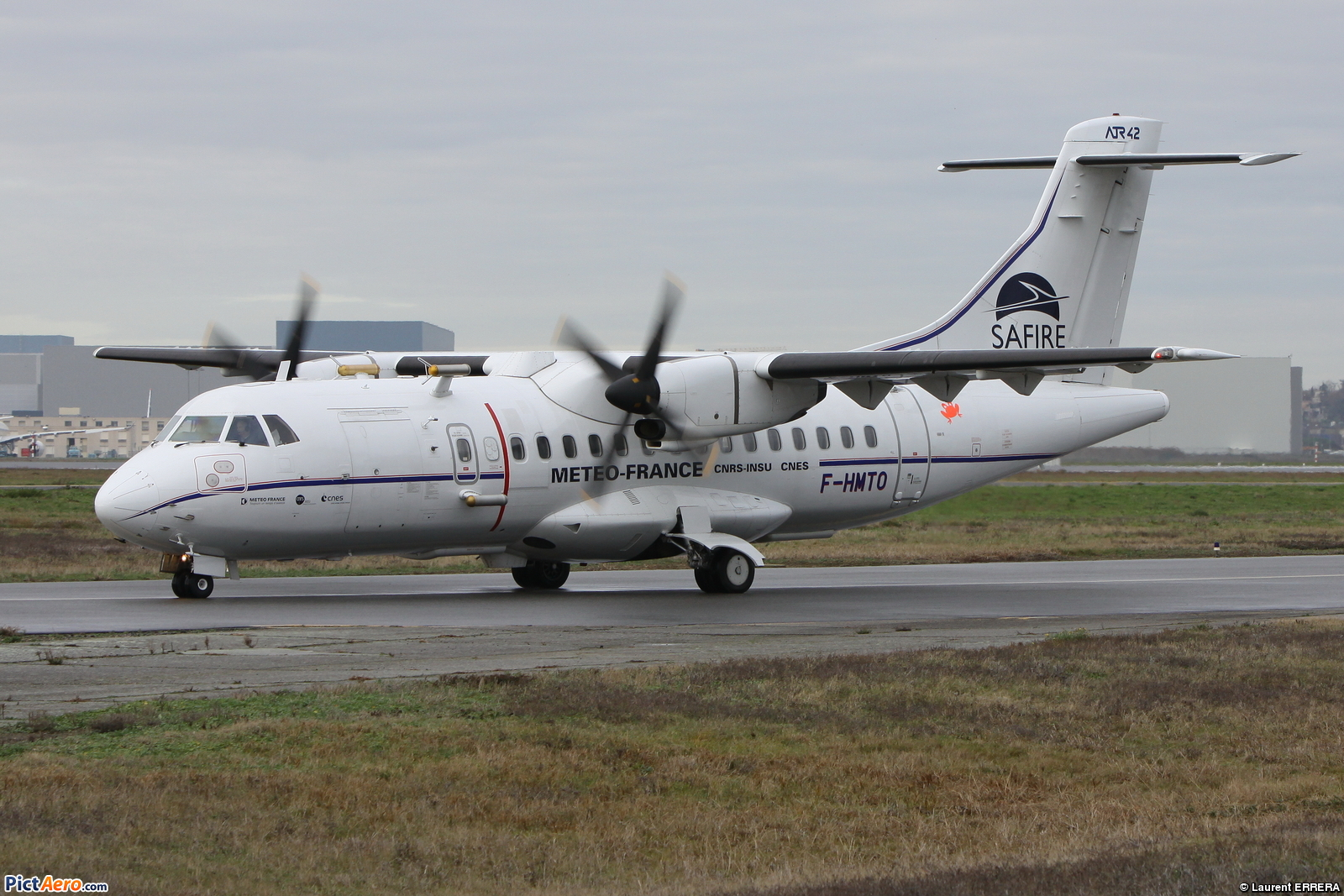
Avion de Météo-France (SAFIRE) à Toulouse Blagnac en 2011.

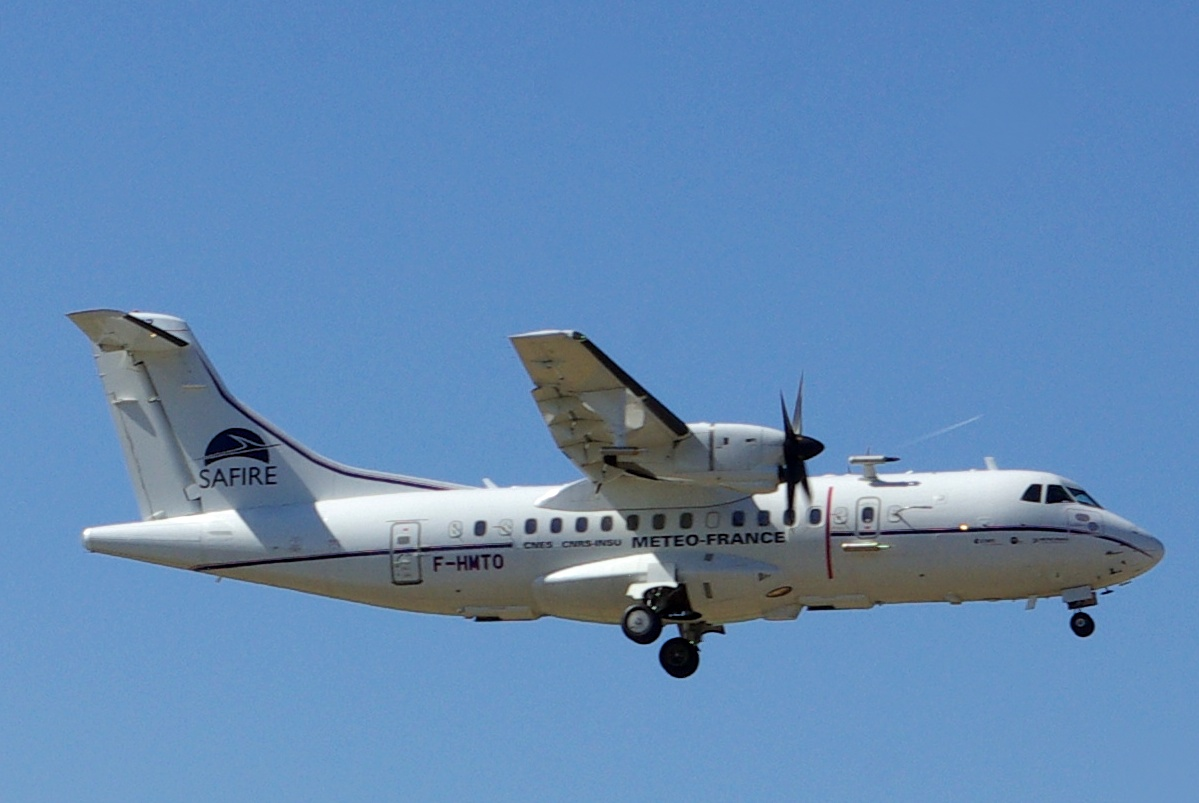
Avion ATR 42-320 de Météo-France (SAFIRE) en 2011.

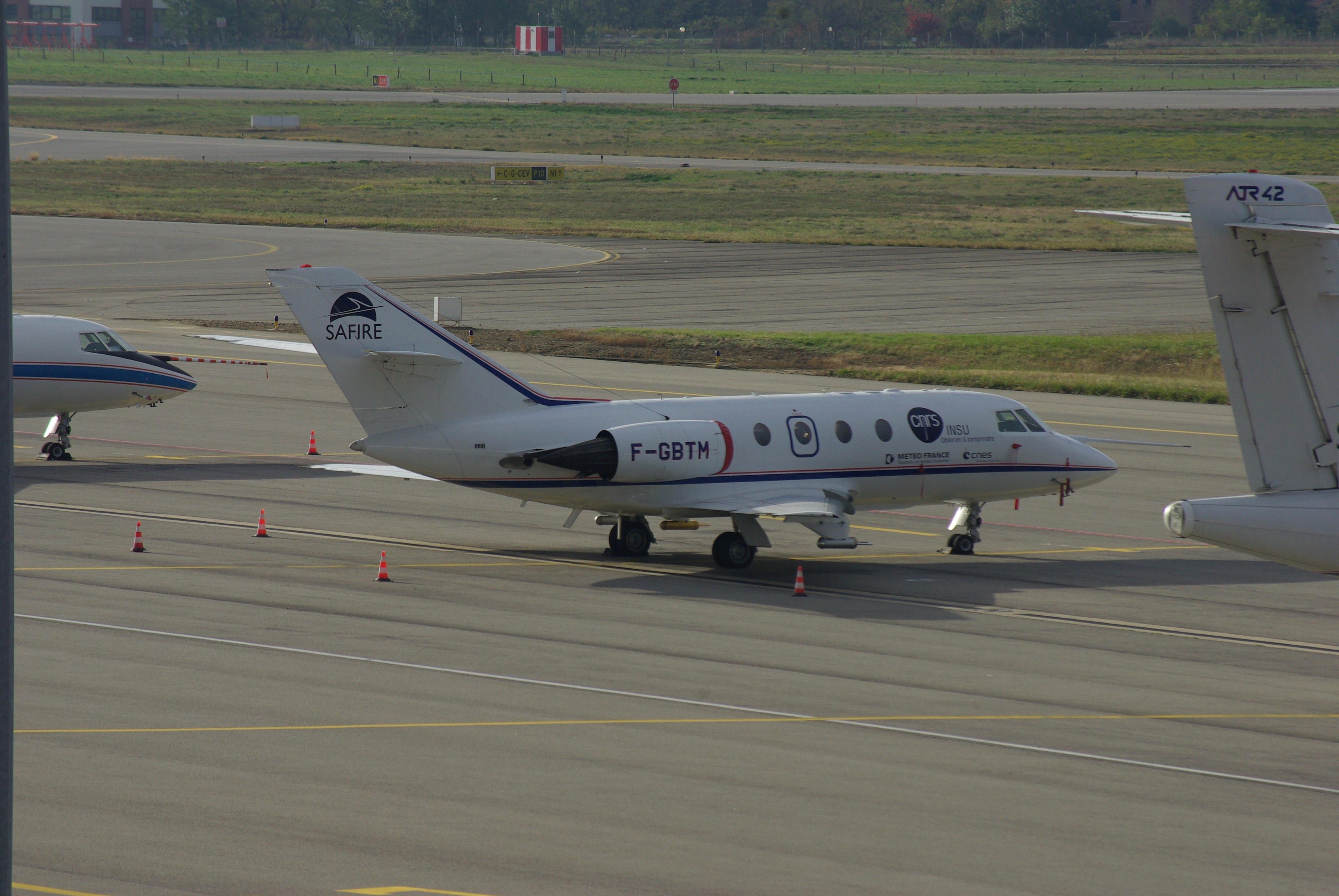
Avion Falcon 20 du CNRS (SAFIRE) en 2010.

Le Service des avions français instrumentés pour la recherche en environnement (SAFIRE) basé sur l'aéroport de Toulouse-Francazal est une Infrastructure de Recherche publique française mettant en œuvre deux avions de recherche :
- Un ATR 42[2], propriété de Météo-France
- Un Piper Aztec[3], propriété de Météo-France

Ces avions constituent des outils d'investigation pour la recherche climatique et environnementale, la validation satellitaire et le développement aéronautique.
SAFIRE a pour mission de mettre ces avions à la disposition de la communauté scientifique pour réaliser des campagnes expérimentales. Ces avions peuvent également être utilisés pour des applications industrielles.
Les moyens humains et financiers du SAFIRE sont mis à disposition par le CNRS, Météo-France et le CNES.

## Historique
Ce service aéroporté a été officiellement créé le 10 février 2005, après des années de collaboration entre les trois organismes qui sont depuis ses tutelles.
Il s'agit avant tout d'une mutualisation de moyens. Cette convention a été renouvelée le 1er janvier 2021.
SAFIRE s'inscrit dans la continuité des organismes publics suivants.
L'Office National Météorologique (ancêtre de Météo-France avant 1945) achète en 1937 un motoplaneur SFAN.
En 1947, le Centre Aérien d’Études Météorologiques (CAEM) de la Météorologie nationale collabore avec la Section d’Avions de Sondages Météorologiques (SASM, une unité de l'Armée de l'air mettant à sa disposition ses aéronefs). Ce centre devient par la suite la Centre d'Aviation Météorologique (CAM), faisant partie intégrante de l’Établissement d’Études et de Recherches Météorologiques  (EERM - service de recherche de la Météorologie Nationale). Le CAM, basé sur la base aérienne de Brétigny-sur-Orge abritant le Centre d'Essais en Vol (CEV) et participe occasionnellement à des expériences sur ses avions, plus gros.
En 1968, le CAM achète avec le CNRS et la DGRST un avion léger Cessna 206B. En 1986, la Direction de la Météorologie le remplace par un Merlin IV (avion bi‐turbopropulseur). 
En 1987, le CNRS achète son premier avion de recherche atmosphérique, un Aerocommander, puis en association avec le CNES, Météo‐France et l’Institut Géographique National (IGN) achète un Fokker 27 lourdement modifié (1989). Placé sous la responsabilité de la division technique de l'Institut national des sciences de l'univers (CNRS/INSU), il est basé sur l'aérodrome de Creil, siège du Service d'activités aéronautiques de l'IGN (SAA), bénéficie de ses moyens (pilotes et maintenance) et lui emprunte parfois certains de ses avions.

## Missions
SAFIRE est une unité de service à la recherche scientifique.
Ses missions sont :
- la gestion technique et logistique de la flotte française des avions de recherche atmosphérique et de télédétection, et des configurations scientifiques et de l’instrumentation de base, et leur certification aéronautique
- le traitement scientifique des mesures réalisées par cette instrumentation de base et l’archivage des bases de données correspondantes
- l’interface avec les utilisateurs extérieurs pour les aspects techniques et opérationnels, notamment pour les activités de service et de consultance.

## Moyens
En 2021, le budget annuel de SAFIRE (hors salaires) est de 1,65 million d'euros. Il est contribué à parts égales par le CNRS, Météo-France et le CNES.

### Avions
SAFIRE gère actuellement 2 appareils, un ATR 42 et un Piper Aztec.
Achetés d'occasion, ils ont subi de profondes modifications afin d’intégrer des instruments : création d'ouvertures de grandes dimensions dans le fuselage, transformation de hublots en supports de capteurs, installation de supports pour sonde sous les ailes et sur le fuselage…
Par ordre croissant d'altitude maximum de vol :

#### Piper Aztec (PA23)[7]

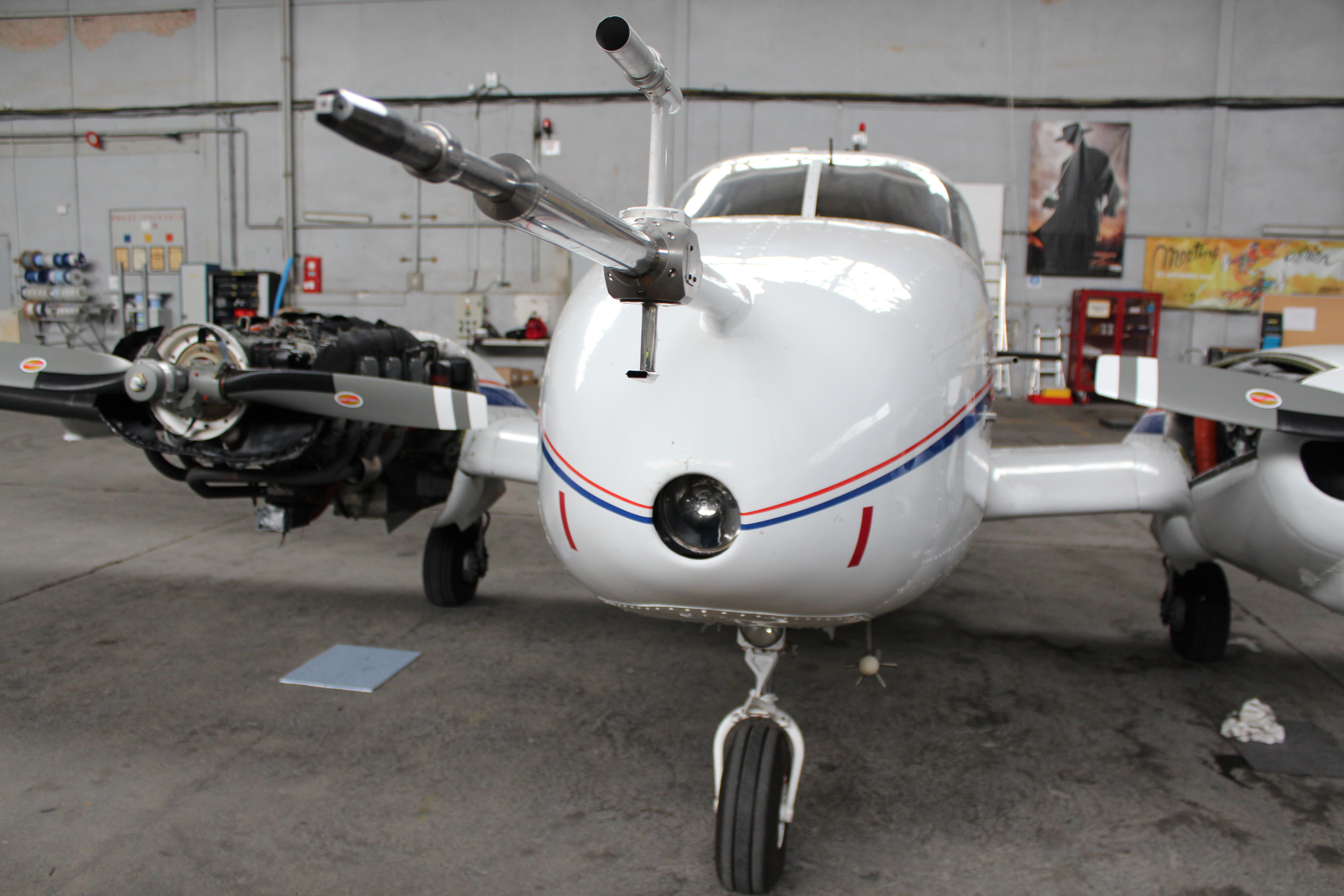
Piper Aztec (PA-23) de Météo-France (SAFIRE), avec sa perche de nez dégivrée de 1,30 m de long (capteurs de pression, température et humidité relative).

Le Piper-Aztec est un bimoteur à piston non pressurisé.
Utilisé pour les mesures multidisciplinaires en basses couches (altitude maximum 4000m) ; jusqu'à 4h de vol ou 180 kg de charge utile.
Modifications principales : une perche de nez, et une ouverture sous le fuselage pour installer des capteurs et sondes.

#### ATR 42[8]
ATR 42-320, lourdement modifié, pour permettre des mesures de chimie, microphysique, télédétection, turbulence… 
Plafond 5000m (max. 7500m), autonomie 3h30 (max. 6h) ; charge utile scientifique : 2500 kg

#### Falcon 20[9]
Cet avion a été retiré du Service en février 2022, l'achat et la transformation d'un nouveau biréacteur est en cours d'étude. L'objectif actuel est une mise en service au cours de l'année 2025.
Dassault-Falcon 20-GF, utilisé pour la recherche en haute troposphère et basse stratosphère.
Plafond typique 10000 m (max FL410), endurance 3h30 (max. 5h) ; charge utile : 1200 kg.

#### Avions remisés
Par ordre chronologique, les structures ayant précédé SAFIRE ont exploité les aéronefs suivants :
- Motoplaneur SFAN 1 (1936 - 1939, ONM)
- Caudron C460 Goëland (1947 - 1953, SASM)
- JU88, MS502, CA60, NC702 (~1938 - ~1953, SASM)
- Motoplaneur SFAN 2 (1950 - 1961, CAEM),
- NC 858 (1954 - 1967, Météorologie Nationale)
- CESSNA TU 206B (1968 - 1979, Météorologie Nationale)
- Aerocommander (1973 - 1979, CNRS)
- Hurel Dubois (1978 - 1986, IGN)
- MERLIN IV (F-GMTO 1987 - 2003 - Météo-France) - exposé au musée Aeroscopia à Blagnac
- ARAT FOKKER-27 (F-BYAO 1989 - 2001, CNRS)
- MYSTERE-20 (F-BMSS IGN 1972-2001 actuellement dans les réserves du Musée de l'Air et de l'Espace, F-GBTM CNRS 2006-2022 exposé au musée Aeroscopia à Blagnac)

### Instruments
Les instruments de SAFIRE permettent une étude de la radiométrie (IR, visible, luminance…), microphysique / aérosols / concentration vapeur d'eau, thermodynamique, chimie, sondages verticaux in-situ.
Il est également possible de collaborer avec eux pour embarquer des instruments personnalisés.

## Données et Campagnes de mesures
Depuis la création de Safire, plus de 3300 heures de vol scientifique avaient été réalisées en 2020.

### SAFIRE +: le portail de données
SAFIRE met à disposition depuis 2021 un portail de données : SAFIRE PLUS, sur lequel sont archivées les 30 dernières années de mesures et leurs métadonnées. 
La publication des données est en cours.

### Les campagnes de mesures réalisées
La liste des campagnes prévues et réalisées par Safire est tenue à jour sur son site internet. Voici quelques exemples, réunis par thématique scientifique.

#### Pollution urbaine
- Capitoul (Toulouse, 2004)

#### Climat & Environnement
- CarboEurope (Midi-Pyrénées, 2005)
- AMMA (Afrique, 2006)
- CAROLS (France-Espagne, 2007 à 2009)
- Polarcat (Suède et Groënland, 2008)
- FENNEC, 2011
- EXAEDRE, 2018[10],[11] - foudre

#### Validations instrumentales
- Pod-Airbus (2005)
- Adeline-Thalès (2005 à 2007)

#### Météorologie pour l'aéronautique
- Flysafe (2008)
- Volcan Eyjafjöll (2010)

#### Programmes spatiaux
- A-Train
- Calipso
- SMOS

Plus de 150 publications de rang A s'appuyant sur ces campagnes ont été publiées.